# Paris-Montigny-en-Gohelle
Paris-Montigny-en-Gohelle est une ancienne course cycliste française, organisée en 1927, 1928 et 1929 entre la Capitale et la ville de Montigny-en-Gohelle dans le département du Pas-de-Calais en région Hauts-de-France.

## Palmarès
| Année | Vainqueur       | Deuxième            | Troisième           |
| ----- | --------------- | ------------------- | ------------------- |
| 1927  | Paul Delbart    | Jean Racine         | André Dumont        |
| 1928  | Jérôme Declercq | André Godinat       | Joseph Vanderhaegen |
| 1929  | Joseph Wauters  | Joseph Vanderhaegen | Jérôme Declercq     |